# Glinik (Przydonica)
Glinik – przysiółek wsi Przydonica w Polsce, położony w województwie małopolskim, w powiecie nowosądeckim, w gminie Gródek nad Dunajcem.
Przysiółek tworzy sołectwo o nazwie Przydonica-Glinik.

## Historia

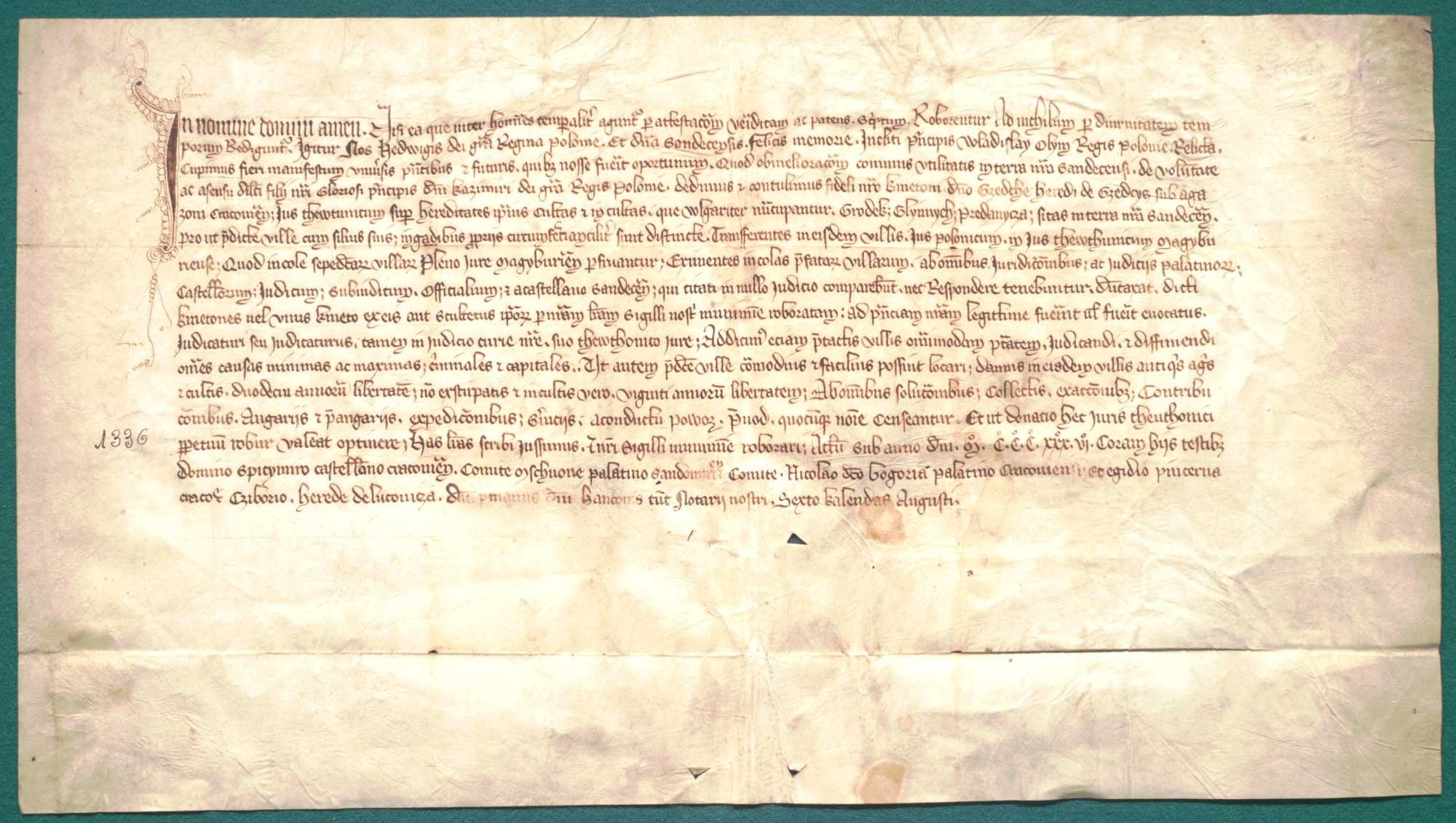
Jadwiga królowa i pani sądecka przenosi 3 wsie podkoniuszego krakowskiego, Gedki, w ziemi sądeckiej Gródek, Glinik i Przydonicę z prawa polskiego na niemieckie.

Miejscowość istnieje co najmniej od XIV wieku, kiedy to została założona na prawie polskim. Zachował się dokument królowej polskiej Jadwigi Bolesławówny przenoszący 3 wsie podkoniuszego krakowskiego, Gedki, w ziemi sądeckiej Gródek, Glinik i Przydonica z prawa polskiego na niemieckie. Glinik był osobną wsią dopóki w wyniku procesów historycznych nie został wchłonięty przez sąsiednią wieś Przydonica stając się jej przysiółkiem.
W latach 1975–1998 przysiółek administracyjnie należał do województwa nowosądeckiego.